# Olympische Jugend-Sommerspiele 2010/Teilnehmer (Niederländische Antillen)
| Gelbes Symbol für Goldmedaillen mit stilisierten Olympischen Ringen | Graues Symbol für Silbermedaillen mit stilisierten Olympischen Ringen | Braundes Symbol für Bronzemedaillen mit stilisierten Olympischen Ringen |
| ------------------------------------------------------------------- | --------------------------------------------------------------------- | ----------------------------------------------------------------------- |
| —                                                                   | —                                                                     | 1                                                                       |

Die Jugend-Olympiamannschaft der Niederländischen Antillen nahm an den I. Olympischen Jugend-Sommerspielen vom 14. bis 26. August 2010 in Singapur mit fünf Athleten und Athletinnen teil.
Fahnenträger war der Leichtathlet Hensley Paulina, der eigentlich für den 200-Meter-Lauf vorgesehen war, aber letztlich nicht antrat.

## Medaillengewinner
Mit einer gewonnenen Bronzemedaille belegte das Team der Niederländischen Antillen Platz 85 im Medaillenspiegel.

### Bronze
- Just van Aanholt, Segeln: Byte CII

## Teilnehmer nach Sportarten

### Leichtathletik
Laufen und Gehen 
| Athleten         | Wettbewerb | Vorlauf     | Vorlauf | Finale      | Finale | Rang |
| Athleten         | Wettbewerb | Zeit        | Rang    | Zeit        | Rang   | Rang |
| ---------------- | ---------- | ----------- | ------- | ----------- | ------ | ---- |
| Jungen           |            |             |         |             |        |      |
| Hensley Paulina  | 200 m      | DNS         | DNS     | DNS         | DNS    | -    |
| Mädchen          |            |             |         |             |        |      |
| Vanessa Philbert | 1.000 m    | 2:57,83 min | 12      | 2:54,99 min | 10     | 10   |

### Schwimmen
| Athleten         | Wettbewerb         | Vorlauf   | Vorlauf | Halbfinale    | Halbfinale    | Finale        | Finale        | Rang |
| Athleten         | Wettbewerb         | Zeit      | Rang    | Zeit          | Rang          | Zeit          | Rang          | Rang |
| ---------------- | ------------------ | --------- | ------- | ------------- | ------------- | ------------- | ------------- | ---- |
| Jungen           |                    |           |         |               |               |               |               |      |
| Perry Lindo      | 50 m Freistil      | 24,22 s   | 21      | ausgeschieden | ausgeschieden | ausgeschieden | ausgeschieden | 21   |
| Perry Lindo      | 50 m Schmetterling | 26,50 s   | 12      | 26,17 s       | 10            | ausgeschieden | ausgeschieden | 8    |
| Mädchen          |                    |           |         |               |               |               |               |      |
| Karlene Theodora | 50 m Freistil      | 28,36 s   | 35      | ausgeschieden | ausgeschieden | ausgeschieden | ausgeschieden | 35   |
| Karlene Theodora | 50 m Rücken        | 33,03 min | 19      | ausgeschieden | ausgeschieden | ausgeschieden | ausgeschieden | 19   |

### Segeln
| Athleten         | Wettbewerb | Rennen | Rennen | Rennen | Rennen | Rennen | Rennen | Rennen | Rennen | Rennen | Rennen | Rennen | Rennen | Punkte | Rang   |
| Athleten         | Wettbewerb | 1      | 2      | 3      | 4      | 5      | 6      | 7      | 8      | 9      | 10     | 11     | M      | Punkte | Rang   |
| ---------------- | ---------- | ------ | ------ | ------ | ------ | ------ | ------ | ------ | ------ | ------ | ------ | ------ | ------ | ------ | ------ |
| Jungen           |            |        |        |        |        |        |        |        |        |        |        |        |        |        |        |
| Just van Aanholt | Byte CII   | 2      | 1      | 4      | 7      | 19     | 20     | 21     | 15     | 5      | 3      | 8      | 1      | 62     | Bronze |